# Yellow Magic Orchestra
A Yellow Magic Orchestra (gyakori rövidítése: YMO) japán elektronikus zene/szintipop/art pop/electro együttes. 1978-ban alakultak Tokióban. Alapító tagjai Hoszonó Haruomi (Haruomi Hosono, basszusgitár, billentyűk, ének), Takahasi Jukihiró (Yukihiro Takahashi, dob, ének) és Szakamotó Riuicsi (Ryuichi Sakamoto, billentyűk, ének). A zenekar nagy hatásúnak és innovatívnak számít az elektronikus zene műfajában. Továbbá úttörők voltak a sampler, a szintetizátor, a dobgép, a számítógépek és a digitális audio technika használatában is, illetve az 1980-as évek "elektropop robbanás" elindítói voltak. Az együttes nagy hatásúnak számít a szintipop, J-pop, electro és techno műfajok fejlődésében is, miközben jellemző rájuk a politikai témák használata is.
Az együttest Hoszonó alapította, eleinte egy alkalmas projektként, amely a számítógépesített exotica műfajával való kísérletezésre, illetve az orientalizmus paródiájára épült. Alapító tagjai mindhárman a zeneipar veteránjai voltak. Zenéjükre Tomita Iszaó (Isao Tomita) és a Kraftwerk zenéje, a japán zene, az árkád (arcade) videojátékok, a funk zene és Giorgio Moroder zenéje hatottak.
1984-ben feloszlottak. 1992-től 1993-ig újból összeálltak, 2002-től 2004-ig újból aktívak voltak, majd 2007-től a mai napig működnek. Alternatív neveik: YMO, YMO, Not YMO, Human Audio Sponge, HAS, HASYMO (utóbbi a Human Audio Sponge és a Yellow Magic Orchestra összevonása).

## Diszkográfia
- Yellow Magic Orchestra (1978)
- Solid State Survivor (csak Japánban, 1979)
- ×∞ Multiplies (Zoshoku néven is ismert, 1980)
- BGM (1981)
- Technodelic (1981)
- Naughty Boys (1983)
- Service (1983)
- Technodon (YMO néven, 1993)

Koncert albumok
- Public Pressure (1980)
- After Service (1984)
- Faker Holic (Transatlantic Tour 1979) (1991)
- Complete Service (1992)
- Technodon Live (1993)
- Live at Budokan 1980 (1993)
- Live at Kinokuniya Hall 1978 (1993)
- Winter Live 1981 (1995)
- World Tour 1980 (1996)
- Live at Greek Theatre 1979 (1997)
- Euymo - Yellow Magic Orchestra Live in London + Gijon 2008 (2008)
- LONDONYMO - Yellow Magic Orchestra Live in London 15/6 08 (2008)
- Gijonymo- Yellow Magic Orchesta Live in Gijon 19/6 08 (2008)
- No Nukes 2012 (2015)

Válogatáslemezek
- Sealed (1984)
- Technobible (1992)
- Kyoretsu Na Rhythm (1992)
- YMO GO HOME! : The Best of Yellow Magic Orchestra (2000)
- One More YMO : The Best of YMO Live (2001)
- UC YMO: Ultimate Collection of Yellow Magic Orchestra (2003)
- Y.M.O. (2011)
- Neue Tanz (2018)